# Ma’an (köpinghuvudort i Kina, Zhejiang Sheng, lat 30,15, long 120,58)
Ma'an är en köpinghuvudort i Kina. Den ligger i provinsen Zhejiang, i den östra delen av landet, omkring 41 kilometer öster om provinshuvudstaden Hangzhou. Antalet invånare är 72 043. Befolkningen består av 32 520 kvinnor och 39 523 män. Barn under 15 år utgör 11,0 %, vuxna 15-64 år 82 %, och äldre över 65 år 6,0 %.
Runt Ma'an är det mycket tätbefolkat, med 2 181 invånare per kvadratkilometer. Närmaste större samhälle är Shaoxing, 16,1 km söder om Ma'an. Trakten runt Ma'an består till största delen av jordbruksmark.
Genomsnittlig årsnederbörd är 1 912 millimeter. Den regnigaste månaden är juni, med i genomsnitt 316 mm nederbörd, och den torraste är november, med 74 mm nederbörd.